# Zbrodnie zimową porą
Zbrodnie zimową porą (ang. Midwinter Murder: Fireside Tales from the Queen of Mystery) – zbiór dwunastu uprzednio opublikowanych opowiadań autorstwa Agathy Christie wydany w 2020 roku przez HarperCollins Publishers, których wspólnym motywem jest zima.
Polskie wydanie (14 października 2020, Wydawnictwo Dolnośląskie) oparte jest na wydaniu brytyjskim. Wydanie amerykańskie zbioru (opublikowane przez wydawnictwo William Morrow)  zawiera opowiadanie „Pułapka na myszy” (niewydane nigdy w Wielkiej Brytanii w formie książkowej), ale usunięto z niego „Tajemnicę bagdadzkiego kufra”.

## Lista utworów
| Tytuł                         | Tytuł oryginalny                         | Oryginalny zbiór             |
| ----------------------------- | ---------------------------------------- | ---------------------------- |
| Bombonierka                   | The Chocolate Box                        | Wczesne sprawy Poirota       |
| Tragiczne Boże Narodzenie     | A Christmas Tragedy                      | Trzynaście zagadek           |
| Nadchodzi pan Quin            | The Coming of Mr Quin                    | Tajemniczy pan Quin          |
| Tajemnica bagdadzkiego kufra  | The Mystery of the Baghdad Chest         | Dopóki starczy światła       |
| Córka pastora                 | The Clergyman’s Daughter / The Red House | Śledztwo na cztery ręce      |
| Ekspres do Plymouth           | The Plymouth Express                     | Wczesne sprawy Poirota       |
| Kłopoty nad Zatoką Pollensa   | Problem at Pollensa Bay                  | Detektywi w służbie miłości  |
| Azyl                          | Sanctuary                                | Śmiertelna klątwa            |
| Tajemnica Hunter’s Lodge      | The Mystery of Hunter’s Lodge            | Poirot prowadzi śledztwo     |
| Na końcu świata               | The World’s End                          | Tajemniczy pan Quin          |
| Metamorfoza Edwarda Robinsona | The Manhood of Edward Robinson           | Tajemnica lorda Listerdale’a |
| Bożonarodzeniowa przygoda     | Christmas Adventure                      | Dopóki starczy światła       |